# Ophionereis lineata
Ophionereis lineata is een slangster uit de familie Ophionereididae.
De wetenschappelijke naam van de soort werd in 1946 gepubliceerd door Hubert Lyman Clark.